# Alfred Einhorn
Pour les articles homonymes, voir Einhorn.
Alfred Einhorn est un chimiste allemand, né à Hambourg en 1856 et mort à Munich en  1917, surtout connu pour avoir synthétisé la novocaïne.

## Notice biographique
Alfred Einhorn est né à Hambourg, le 27 février 1856. À la mort de ses parents, il est recueilli et élevé par des proches à Leipzig. Il étudie la chimie à l’université de Leipzig, puis à l’université de Tübingen où il suit l'enseignement de Lothar Meyer et où, en 1878, il est reçu docteur pour des travaux sur les cétones accomplis sous la direction de Wilhelm Staedel.
En 1882, il rejoint l’équipe d’Adolf von Baeyer au laboratoire de chimie de l’université de Munich. En 1885, il s'absente une première fois pour concourir avec succès à l'habilitation de l'École polytechnique de Darmstadt, qu'il obtient avec une thèse sur les β-lactones. Rentré aussitôt à Munich, il repart dès l'année suivante pour Aix-la-Chapelle où il est également habilité et où il enseigne pendant quelques années.
En 1891, il revient à Munich et s'y installe définitivement. Il se marie avec Margaret Daniel, fille de Daniel Hoïbaurats, de Schwerin, dont il n'a qu'un fils qui mourra en 1913 à l'âge de dix-sept ans. C'est à Munich que, sous la direction d'Einhorn, Richard Willstätter, futur récipiendaire du prix Nobel de chimie, obtient le doctorat en 1894 avec une thèse sur les dérivés de la cocaïne dépourvus d'azote. C'est encore à Munich, en 1904, que Einhorn découvre la Novocaïne. C'est là qu'il meurt, le 21 mars 1917.

## La découverte de la novocaïne
Au début du XXe siècle, l’anesthésique le plus efficace reste la cocaïne, et ses effets secondaires, dont la toxicité, stimulent partout la recherche d’un médicament moins difficile à manier. Entre autres chimistes, Fourneau en France, et Einhorn en Allemagne s'attellent à cette tâche. Einhorn synthétise plus de cent composés nouveaux. Certains d'entre eux, découverts en 1897 et 1898 avec le pharmacologiste Robert Heinz, sont actifs, comme l'orthoforme et le néo-orthoforme, mais aucun n'est soluble dans l'eau, sauf la nirvanine, mais qui se révèle localement irritante.
En octobre 1903, Ernest Fourneau dépose le brevet de la stovaïne, premier anesthésique local de synthèse réellement exploitable, soluble et non irritant,. Un an plus tard, avec Emil Uhlfelder, Einhorn aboutit à la synthèse de l'acide 4-aminobenzoïque ß-diéthylaminoéthyle, breveté en novembre 1904,, mis en vente par Hoechst en 1905 sous le nom commercial de Novocaïne et introduit en chirurgie l'année suivante par Heinrich Braun.
La novocaïne se révèle nettement plus sûre et plus efficace que la cocaïne. Certes, ses effets sont moins importants et elle peut provoquer des allergies sévères, mais, la stovaïne mise à part,,, aucun médicament ne présente à l'époque autant d'avantages que la novocaïne qui devient une référence dans le domaine de l’anesthésie locale. Bien que largement remplacé par la lidocaïne, le médicament d'Einhorn est encore employé aujourd’hui, principalement en dentisterie. La stovaïne, quant à elle, est restée en usage pendant quarante ans, jusqu'à l'arrivée du penthotal.